# Pierre Pansier
Pierre Pansier est un ophtalmologue, historien spécialiste du Comtat Venaissin et félibre en provençal, né à Carpentras le 19 août 1864 et mort à Avignon le 26 octobre 1934.

## Biographie
Pierre Pansier est le fils de Louis Ulysse Pansier, avocat fervent royaliste. Il a été l'élève du lycée Saint-Joseph d'Avignon avant de suivre les cours de droit et de médecine à l'université de Montpellier. Il a obtenu son doctorat de médecine sur une thèse présentée le 16 juillet 1892 intitulée : Les Manifestations oculaires de l'hystérie. Œil hystérique. Il ouvre ensuite un cabinet d'ophtalmologie à Avignon. Il est élu chirurgien en chef des hôpitaux d'Avignon, en 1913, tout en conservant son cabinet.
La première manifestation de sa passion pour l'histoire apparaît en 1899 avec le don d'un de ses manuscrits au Museum Calvet, actuelle Fondation Calvet :  Livre contenant le revenu de l’hospital Saincte Marthe (XVIe siècle). Cette passion va se développer sur l'histoire de la médecine, l'histoire des institutions charitables, l'histoire d'Avignon et du Comtat Venaissin et l'histoire de la langue et du folklore provençal.
Il est membre de l'Académie de Vaucluse et se rapproche du Musée Calvet. Il fonde en 1912 sa propre revue pour y publier ses articles : Les Annales d'Avignon et du Comtat Venaissin qu'il finance, jusqu'en 1929, quand le Musée Calvet prend la suite, mais s'arrêtera peu de temps après la mort de son fondateur.
Il préside l'école félibréenne l’Avignounenco. Il est également en contact avec ses confrères dans toute l'Europe qui s'intéressent aux mêmes sujets[Lesquels ?].
Il s'est marié en 1911 avec Fernande Calvet, fille naturelle d'une couturière, sans descendance.

## Hommages
- Rue Pierre Pansier, à Avignon,
- Rue Pierre Pansier, à Carpentras,
- Rue Pierre Pansier, à Montpellier.

## Publications
- Traité de l'œil artificiel, A. Maloine éditeur, Paris, 1895 (lire en ligne)
- Traité d'électrothérapie oculaire, A. Maloine éditeur, Paris, 1896 (lire en ligne)
- Histoire des lunettes, A. Maloine, Paris, 1901 ; 137p. (lire en ligne)
- Les Médecins d'Avignon à l'Académie de Vaucluse en 1801, Centenaire de l'Académie de Vaucluse, 1901, p. 24-67 (lire en ligne)
- Tractatus de hypopio, auctore (anno 1785) Joanne Claudio Pancin, medicinae et botanicae professore in Universitate avenionensi, A. Maloine éditeur, Paris, 1895 (lire en ligne)
- Histoire de l'ophthalmologie, C. Hérissey, 1902 (lire en ligne)
- « Jean de Tournemire (Johannes de Tornamira) 1329-1396 », dans Mémoires de l'Académie de Vaucluse, 1904, 2e série, tome 4, p. 89-102 (lire en ligne)
- Les Hôpitaux d'Avignon au Moyen Âge, F. Seguin, 1907 (lire en ligne)
- Magistri Zacharie Tractatus de passionibus oculorum qui vocatur sisilacera id est secreta secretorum : ecompilatus circa 1143-1180, J.-B. Baillière et fils, Paris, 1907 (lire en ligne)
- « Catalogue des manuscrits médicaux des bibliothèques de France. Première Partie. Manuscrits latins des bibliothèques autres que la Bibliothèque Nationale de Paris », dans Archiv für Geschichte der Medizin, volume 2, 1908/09, p. 1-46
- « Catalogue des manuscrits médicaux de France. IIIe Partie. Manuscrits Français », dans Archiv für Geschichte der Medizin, volume 2, 1908/09, p. 385-403
- L'Œuvre des Repenties à Avignon du XIIIe au XVIIIe siècle, Honoré Champion, Paris, J. Roumanille, Avignon, 1910 (lire en ligne)
- « L'hôpital Saint-Antoine à Avignon et le tombeau d'Alain Chartier », dans Revue du Midi, 1910, p. 77-101 (lire en ligne)
- « Les rues d'Avignon au Moyen Âge », dans Mémoires de l'Académie de Vaucluse, 1910, 2e série, tome 10, p. 41-74, p. 147-200, p. 209-244, 1911, p. 89-101, p. 281-322, p. 355-405
- « La réorganisation de la Faculté de médecine d ’Avignon en 1603 », dans Bulletin de la Société française d’Histoire de la Médecine, 1910, tome 9, p. 200-212
- « Guillermus de Fonte, maître en médecine, bienfaiteur des étudiants pauvres de l ’École de Montpellier en 1361 », Bulletin de la Société française d’Histoire de la Médecine, 1912, tome 11, p. 25-32
- « Apparition et traitement de la syphilis à Avignon, à la fin du XVe siècle », Bulletin de la Société française d’Histoire de la Médecine, 1913, tome 12, p. 235-239
- « Les débuts de l'imprimerie à Avignon (XVe et XVIe siècles) », dans Mémoires de l'Académie de Vaucluse, 1919, 2e série, tome 19, lire en ligne sur Gallica
- Histoire du livre et de l'imprimerie à Avignon, du XIVme au XVIme siècle, 3 vol., Aubanel frères, 1922, réimp. B. De Graaf, 1966
- « Les prétendus statuts de la reine Jeanne réglementant la prostitution d ’Avignon en 1347 », Bulletin de la Société française d’Histoire de la Médecine, 1923, tome 17, p. 157-175
- Histoire de la langue provençale à Avignon du XIIe au XIXe siècle, Aubanel frères, 1924
- « La Taverne de l'Armorier », dans Mémoires de l'Académie de Vaucluse, 1926, p. 143-161 (lire en ligne)
- Les aspirations politiques du félibrige, conférence faite à l'Avignounenco le 6 février 1927,
- « La chapelle de Notre-Dame du portail peint », dans Mémoires de l'Académie de Vaucluse, 1927, 2e série, tome 27, p. 143-157 (lire en ligne)
- « Notice biographique de Bernard Rascas », dans Mémoires de l'Académie de Vaucluse, 1929, 2e série, tome 29, p. 15-29 (lire en ligne)
- Dictionnaire des anciennes rues d'Avignon, Roumanille, 1930, réimp. Laffitte reprints, 1979
- Les palais cardinalices d'Avignon aux XIVe et XVe siècles, Roumanille, 1932, 3 tomes
- Le théâtre provençal à Avignon au XVIIe siècle, Laffitte reprints, 1973

### Annales d'Avignon et du Comtat Venaissin
- Antoine Carteron, lapicide; ses travaux à Avignon de 1484 à 1492, 1912, tome 1, p. 5-18
- Les anciennes chapelles d'Avignon ; La chapelle et l'aumône de Notre-Dame du Salut au portail Mahanen, 1912, tome 1, p. 29-38
- Le prieuré et l'hôpital de Notre-Dame de Fenolhet, 1912, tome 1, p. 69-79
- Le trésor de l'église de Noire-Dame des Doms et la guerre des Catalans, 1912, tome 1, p. 105-128
- Les privilèges de la fusterie [d'Avignon] au XIIIe siècle, 1912, tome 1, p. 137-146
- Note sur une bulle de Calliste III, accordant des indulgences à l'œuvre du Pont d'Avignon, 1912, tome 1, p. 169-176
- Le chien du roi Louis XI et le clavecin de la reine Anne, 1912, tome 1, p. 211-218
- Les œuvres charitables d' Avignon en 1433, 1912, tome 1, p. 219-242
- La chronique avignonnaise de Guillaume de Garet, d'Étienne de Governed de Barthélémy Novarin (1392-1519), 1913, tome 2, p. 39-113
- L'entrée à Avignon du gouverneur légat Charles de Bourbon, le 23 novembre 1473, 1913, tome 2, p. 191
- La maison du camérier François de Conzié (1411- 1431), 1913, tome 2, p. 243-256
- Annales avignonnaises de 1370 à 1392, d'après le livre des mandats de la gabelle, 1914, tome 3, p. 1-73
- Études sur les livrées cardinalices d'Avignon aux XIVe et XVe siècles, 1914, tome 3, p. 125-145, 233-257
- avec Joseph Girard, Les statuts d'Avignon de 1441, 1914, tome 3, p. 145-193
- Histoire du monastère de Sainte-Praxède d'Avignon (1346-1587), 1916, tome 4, p. 33-147
- Histoire de l'Ordre des Frères du Pont-d'Avignon, 1920-1921, tome 7, p. 7-75
- La Charité de Saint-Symphorien (1110-1447), 1920-1921, tome 7, p. 81-89
- Les sièges du Palais d'Avignon sous le pontificat de Benoît XIII, 1923, tome 9
- Les œuvres de charité juives à Avignon du XIVe au XVIIIe siècle, 1924, tome 10, p. 71-134
- Les gabelles d'Avignon de 1310 et 1397, 1926, tome 12, p. 37-63
- La version provençale des vies d'Elzéar et de Delphine de Sabran, 1926, tome 12, p. 65-136
- La Tour du Pont d'Avignon, 1930, tome 16, p. 5-19
- La tour ou châtelet du Pont d'Avignon, 1930, tome 16, p. 29-37
- Les capitaines du Palais apostolique d'Avignon au XVe siècle, 1930, tome 16, p. 45-70
- Fragments de chronique avignonaise de 1431 à 1432, 1930, tome 16, p. 77-89
- Les chapelles du Pont Saint-Bénézet, 1930, tome 16, p. 91-117
- Le Guide d'Avignon à Saint-Jacques de Compostelle au XIVe siècle, 1930, tome 16, p. 119-122
- Les Cadard à Avignon, 1931, tome 17, p. 5-74
- L'évasion de Benoît XIII du palais d'Avignon (11 mars 1403), 1932, tome 18, p. 41